# 콘스탄틴 폰 야셰로프
콘스탄틴 폰 야셰로프(독일어: Constantin von Jascheroff, 1986년 3월 5일~)는 독일의 배우, 성우이다.

## 작품 목록

### 영화
- 레이븐 더 리틀 래스클 (2012년)
- 더 빅 블랙 (2011년)
- 픽코 (2010년)
- 빌리와 용감한 녀석들 3D (2010년)
- 해피 투모로우 (2008년)
- 하운드 (2007년)
- 르로이 (2006년)
- 저자세 (2005년)
- 꼬마 돼지 레옹 (1995년)